# Rolando Mandragora
Rolando Mandragora (Nápoles, 29 de junho de 1997) é um futebolista profissional italiano que atua como volante. Atualmente, defende a Fiorentina.

## Carreira

### Mariano Keller
Mandragora começou a carreira no Mariano Keller, clube de sua cidade natal, Nápoles.

### Genoa
Em 2011, Mandragora foi contratado pelo Genoa. Sua estreia na Serie A foi em 29 de outubro de 2014, na vitória contra a Juventus por 1–0. Mandragora jogou 69 minutos no jogo, sendo substituído por Juraj Kucka aos 24 minutos do segundo tempo.

### Juventus
Em 19 de janeiro de 2016, Mandragora assinou um contrato de cinco anos por uma taxa inicial de seis milhões de euros, potencialmente aumentando para 12 milhões com base no desempenho. Ele passou o resto da temporada 2015–16 emprestado ao Pescara. Em abril de 2016, fraturou o metatarso do pé direito que exigia cirurgia. Sua recuperação foi dificultada devido a complicações e foi forçado a sofrer uma segunda cirurgia em agosto.
Mandragora voltou para a Juventus para a temporada 2016-17 e recebeu a camisa número 38. Ele fez sua estreia na Juventus em 23 de abril de 2017, substituindo Claudio Marchisio aos 41 do segundo tempo na vitória contra o seu antigo clube, Genoa, por 4–0.

### Seleção Italiana
Mandragora fez sua estreia para a Seleção Italiana de Futebol Sub-21 em 12 de agosto de 2015, em uma partida amistosa contra a Hungria.
Ele foi convocado para a Copa do Mundo FIFA Sub-20 de 2017 na Coréia do Sul.